# Torrey Mitchell
Torrey Charles Mitchell (* 30. Januar 1985 in Greenfield Park, Québec) ist ein ehemaliger kanadischer Eishockeyspieler, der im Verlauf seiner aktiven Karriere zwischen 2004 und 2019 unter anderem 745 Spiele für die San Jose Sharks, Minnesota Wild, Buffalo Sabres, Canadiens de Montréal und Los Angeles Kings in der National Hockey League (NHL) auf der Position des Centers bestritten hat.

## Karriere
Mitchell begann seine Karriere 2002 an der Hotchkiss School, einer der renommiertesten High Schools der Vereinigten Staaten, wo er zwei Jahre lang spielte, ehe er an die University of Vermont ging. Dort studierte er drei Jahre lang und lief dabei für das Universitätsteam in der National Collegiate Athletic Association auf. In drei Spielzeiten von 2004 bis 2007 sammelte der Kanadier insgesamt 105 Punkte in 115 Spielen. In der Spielzeit 2005/06, seinem besten College-Jahr, war er drittbester Vorlagengeber und achtbester Punktesammler der Hockey East, einer Liga der NCAA. Zudem wurde er in seinem Rookiejahr 2004/05 ins All-Rookie Team der Eastern College Athletic Conference gewählt. Nach Beendigung des Studiums erhielt er ein Vertragsangebot der San Jose Sharks aus der National Hockey League, die ihn im NHL Entry Draft 2004 in der vierten Runde an 126. Position ausgewählt hatten.

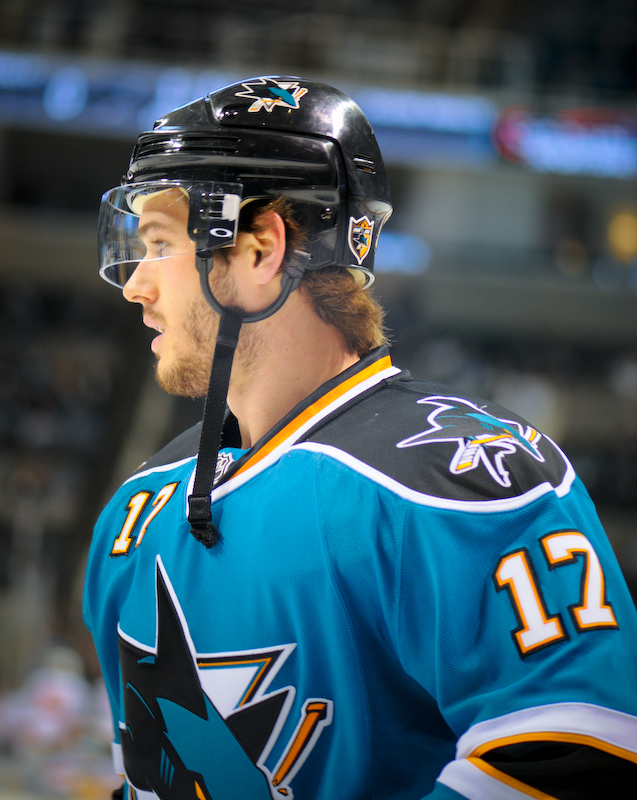
Mitchell im Trikot der San Jose Sharks (2008)

Die Sharks setzten Mitchell zum Ende der Saison 2006/07 zunächst in ihrem Farmteam, den Worcester Sharks aus der American Hockey League, ein. Er erreichte dabei in elf Spielen der regulären Saison sieben Punkte und in den sechs Playoff-Partien des Teams zwei. Im Herbst 2007 nahm der Stürmer am Trainingscamp des NHL-Teams teil und stand zum Auftakt der Saison 2007/08 in dessen Kader. Dort etablierte er sich trotz der großen Konkurrenz mit konstant guten Leistungen. Vor allem in der Defensive und im Unterzahlspiel setzte Mitchell Akzente, wodurch er andere Defensivstürmer wie Patrick Rissmiller, Curtis Brown und Marcel Goc in den Schatten stellte. Der Defensivspezialist absolvierte schließlich alle Partien des Teams, sowohl in der regulären Saison als auch in den Playoffs, und kam auf 23 Punkte in den 95 Begegnungen. Seine Leistungen im Saisonverlauf brachten ihm den teaminternen Preis des besten Rookies ein. Für Aufsehen in negativer Hinsicht sorgte Mitchell im Saisonverlauf, als er im März 2008 bei einer unbeabsichtigten Kollision mit Gegenspieler Kurtis Foster von den Minnesota Wild diesen bei hohem Tempo so unglücklich in die Bande beförderte, dass sich Foster den Oberschenkelknochen brach. Die NHL änderte in der Sommerpause daher die Regeln, um solche Situationen – Körperkontakt im Bereich hinter dem Tor bei unerlaubten Weitschüssen mit Touch-Icing – in Zukunft zu vermeiden.
Die folgende Spielzeit begann für den Stürmer denkbar schlecht, als er sich zum Beginn des Trainingscamps im September nach einer Kollision mit Gegenspieler Brett Westgarth selbst das Bein brach, als er an den Torpfosten prallte. Erst kurz vor den Weihnachtsfeiertagen konnte er wieder das erste Mal mit dem Team auf dem Eis trainieren und wurde schließlich Mitte Januar 2009 zu den Worcester Sharks in die AHL beordert. Dort sollte der Kanadier vor seiner Rückkehr in den NHL-Kader Spielpraxis sammeln. Allerdings zog sich Mitchell bei seinem zweiten Einsatz in Worcester erneut eine Verletzung am Bein zu, die ihn wiederum zu einer dreimonatigen Pause zwang. Erst in der dritten Partie der ersten Playoff-Runde gegen die Anaheim Ducks gab er schließlich sein Saisondebüt für San José in der NHL. Auch im folgenden Sommer blieb dem Kanadier das Verletzungspech treu und er verpasste wegen einer Sehnenentzündung im Knie die ersten eineinhalb Monate der Spielzeit 2009/10. Im November wurde er abermals in seiner Karriere zu den Worcester Sharks in die AHL geschickt, um Spielpraxis zu sammeln.
Am 1. Juli 2012 unterschrieb er als Free Agent einen Dreijahresvertrag bei den Minnesota Wild. Bereits im März 2014 wurde der Stürmer jedoch zusammen mit einem Zweitrunden-Wahlrecht im NHL Entry Draft 2014 und 2016 an die Buffalo Sabres abgegeben. Im Gegenzug erhielten die Wild Matt Moulson und Cody McCormick. Nach einem Jahr in Buffalo gaben ihn die Sabres im März 2015 an die Canadiens de Montréal ab und erhielten im Gegenzug Jack Nevins sowie ein Siebtrunden-Wahlrecht für den NHL Entry Draft 2016. Nach etwa eineinhalb Jahren transferierten ihn die Canadiens im November 2017 zu den Los Angeles Kings und bekamen dafür ein erfolgsabhängiges Fünftrunden-Wahlrecht für den NHL Entry Draft 2018. Daraus sollte ein Wahlrecht für die vierte Runde werden, sofern Los Angeles in diesem Jahr die Playoffs erreicht; dies wurde später erfüllt. Sein auslaufender Vertrag wurde in Los Angeles in der Folge nicht verlängert, sodass er sich im Juli 2018 erstmals zu einem Wechsel nach Europa entschloss und einen Einjahresvertrag beim Lausanne HC aus der Schweizer National League unterzeichnete. Nach dem Saisonende 2018/19 beendete er seine aktive Karriere im Alter von 34 Jahren.

## Erfolge und Auszeichnungen
- 2005 ECAC All-Rookie-Team

## Karrierestatistik
(Legende zur Spielerstatistik: Sp oder GP = absolvierte Spiele; T oder G = erzielte Tore; V oder A = erzielte Assists; Pkt oder Pts = erzielte Scorerpunkte; SM oder PIM = erhaltene Strafminuten; +/− = Plus/Minus-Bilanz; PP = erzielte Überzahltore; SH = erzielte Unterzahltore; GW = erzielte Siegtore; 1 Play-downs/Relegation; Kursiv: Statistik nicht vollständig)